# Joseph Gay-Lussac
Joseph Louis Gay-Lussac (ur. 6 grudnia 1778 w Saint-Léonard-de-Noblat, zm. 9 maja 1850 w Paryżu) – francuski chemik i fizyk.

## Życiorys
W 1808 został profesorem fizyki na Sorbonie, a w 1809 profesorem chemii École polytechnique. Jest twórcą praw dotyczących rozszerzalności, rozprężliwości cieplnej i objętości gazów oraz rozszerzalności i parowania cieczy.
Jego nazwisko jest uwiecznione w nazwie dwóch praw fizykochemicznych, stanowiących podstawę teorii gazów doskonałych: prawie Gay-Lussaca i prawie stosunków objętościowych, zwanego też objętościowym prawem Gay-Lussaca.
Jego nazwisko pojawiło się na liście 72 nazwisk na wieży Eiffla.